# 柯特·贾尔斯
柯特·贾尔斯（英語：Curt Giles，1958年11月30日—），加拿大男子冰球运动员，场上位置是后卫。他曾代表加拿大国家队参加1992年冬季奥林匹克运动会冰球比赛，获得一枚银牌。